# TAROM

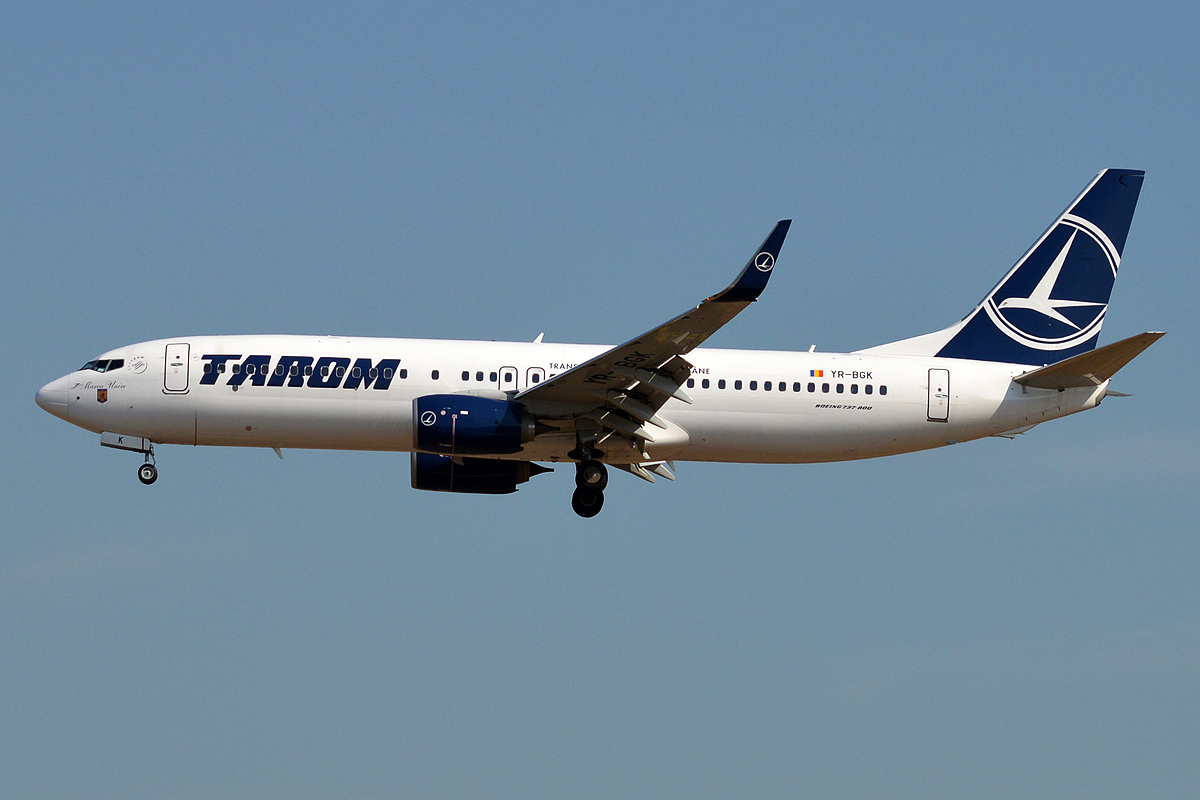
Boeing 737-800 w barwach TAROM

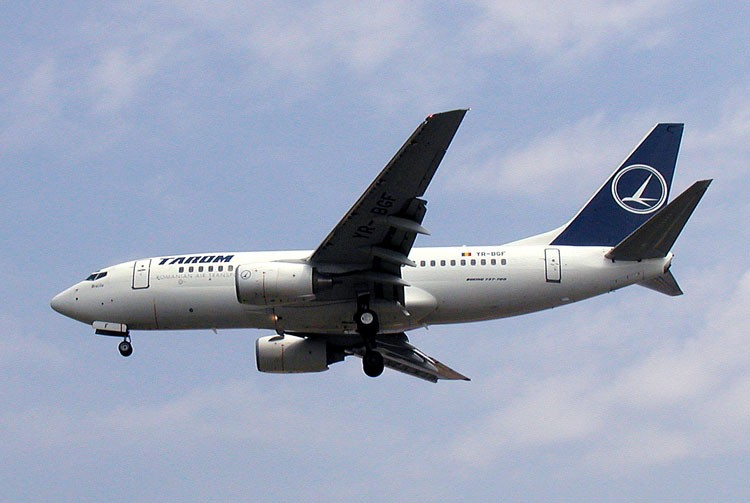
Boeing 737-700 w barwach TAROM

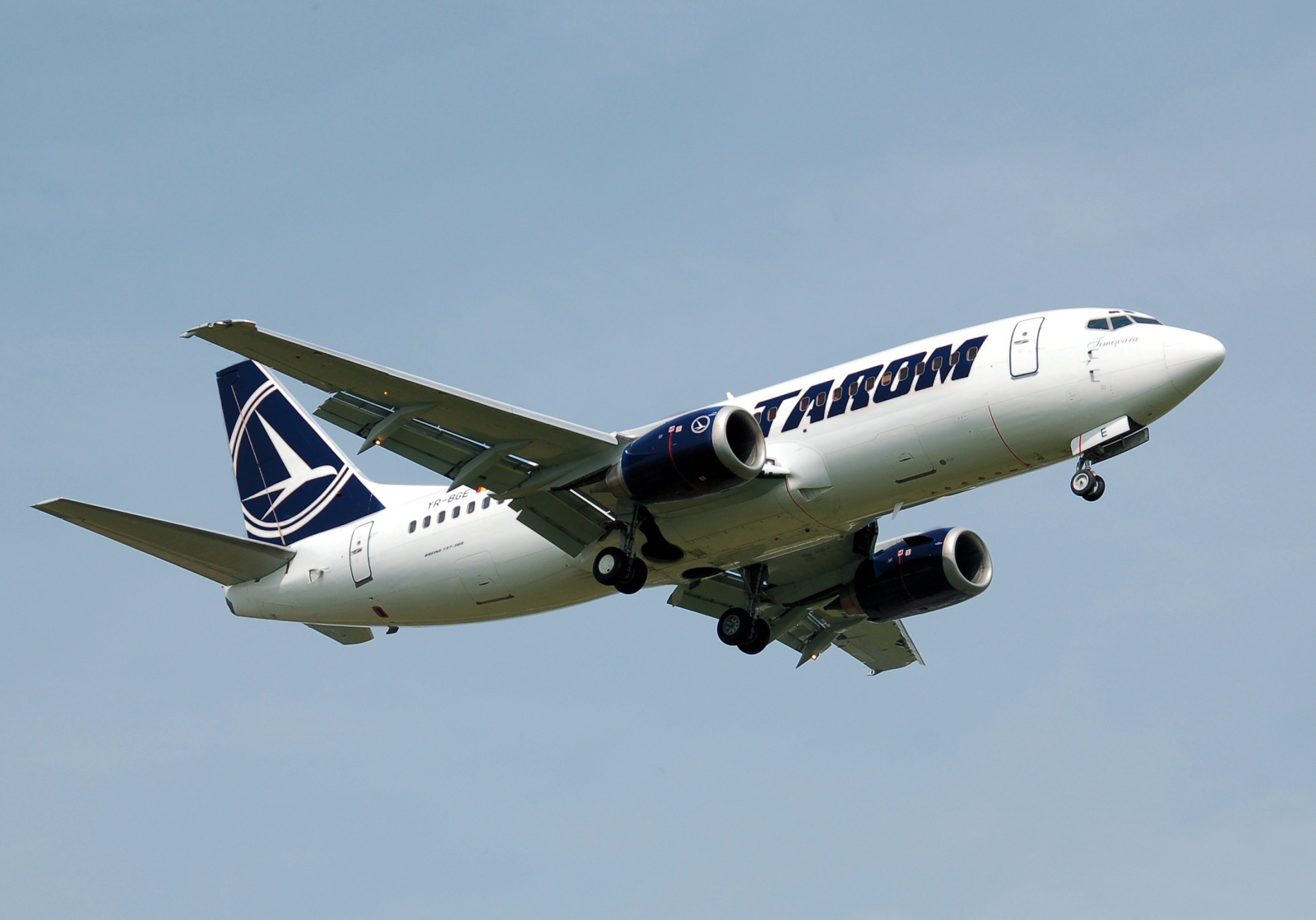
Boeing 737-300 w barwach TAROM lądujący na lotnisku Heathrow w Londynie

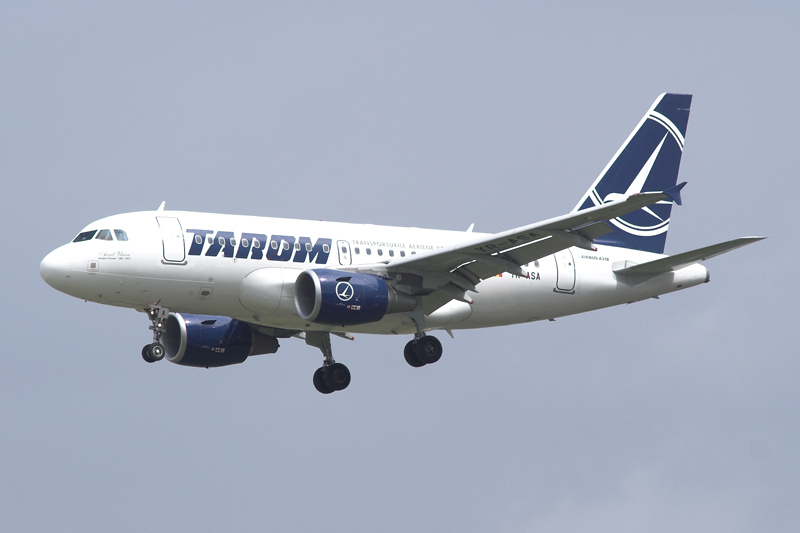
Airbus A318 w barwach TAROM

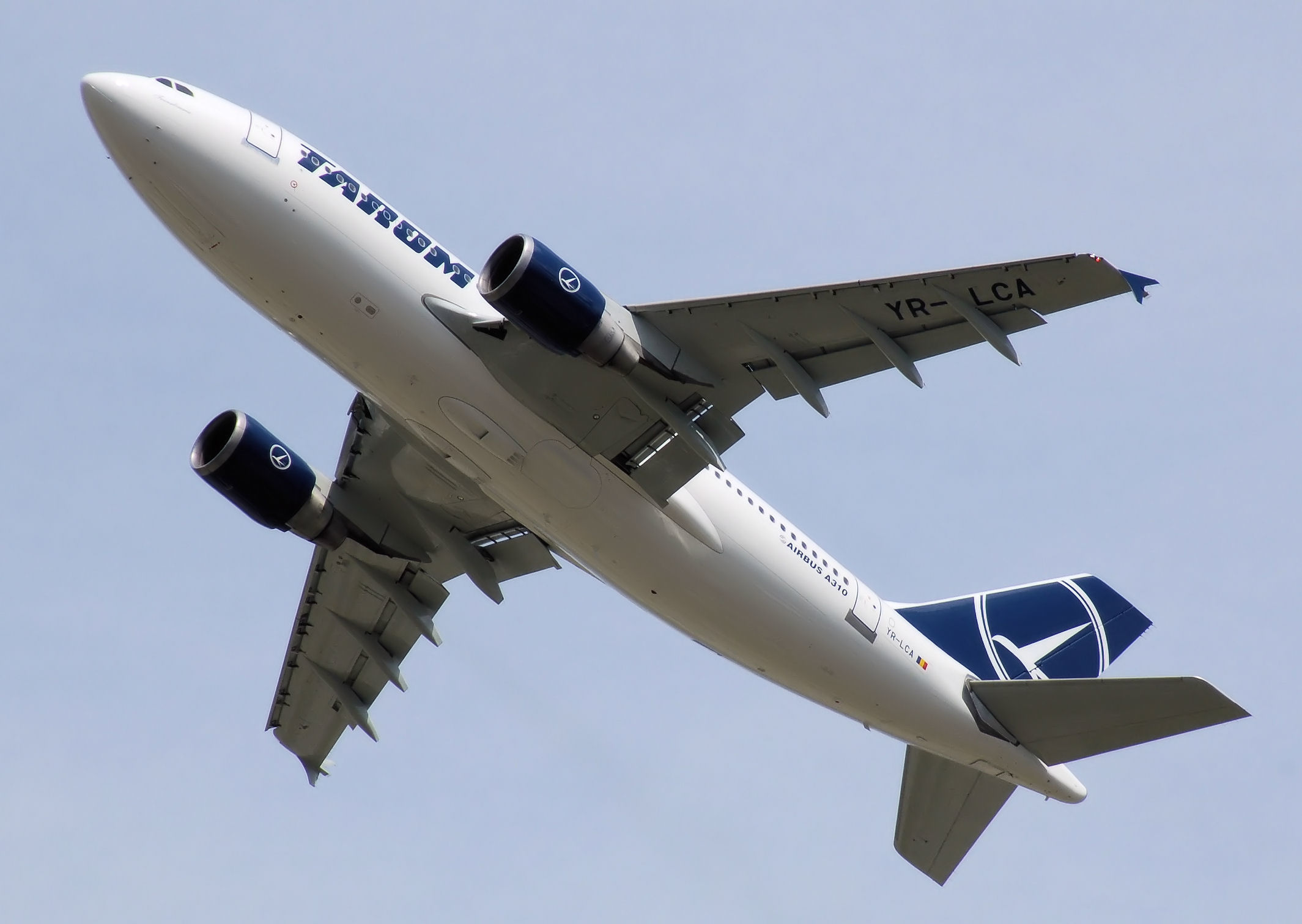
Airbus A310 w barwach TAROM

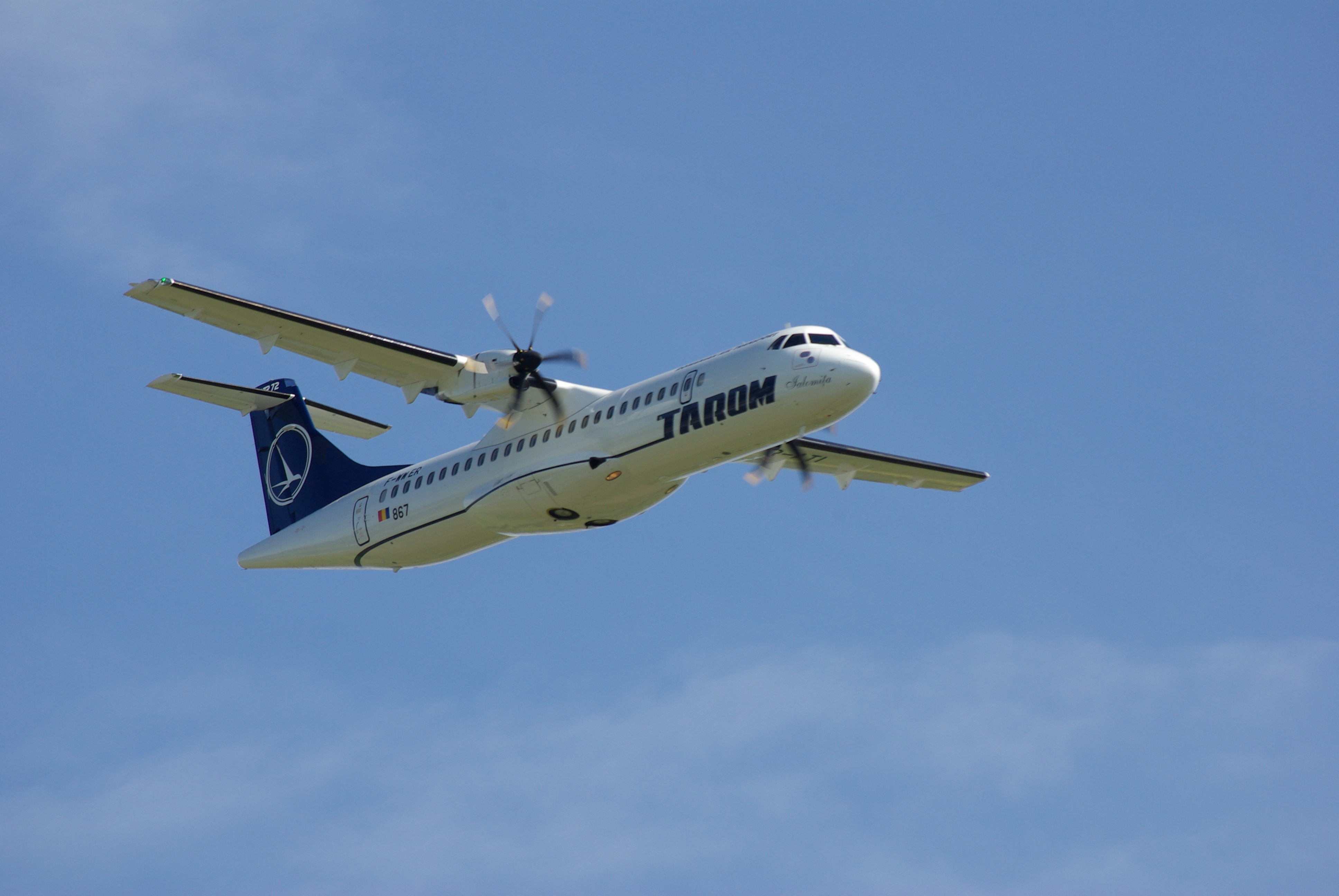
ATR 72-500 w barwach TAROM

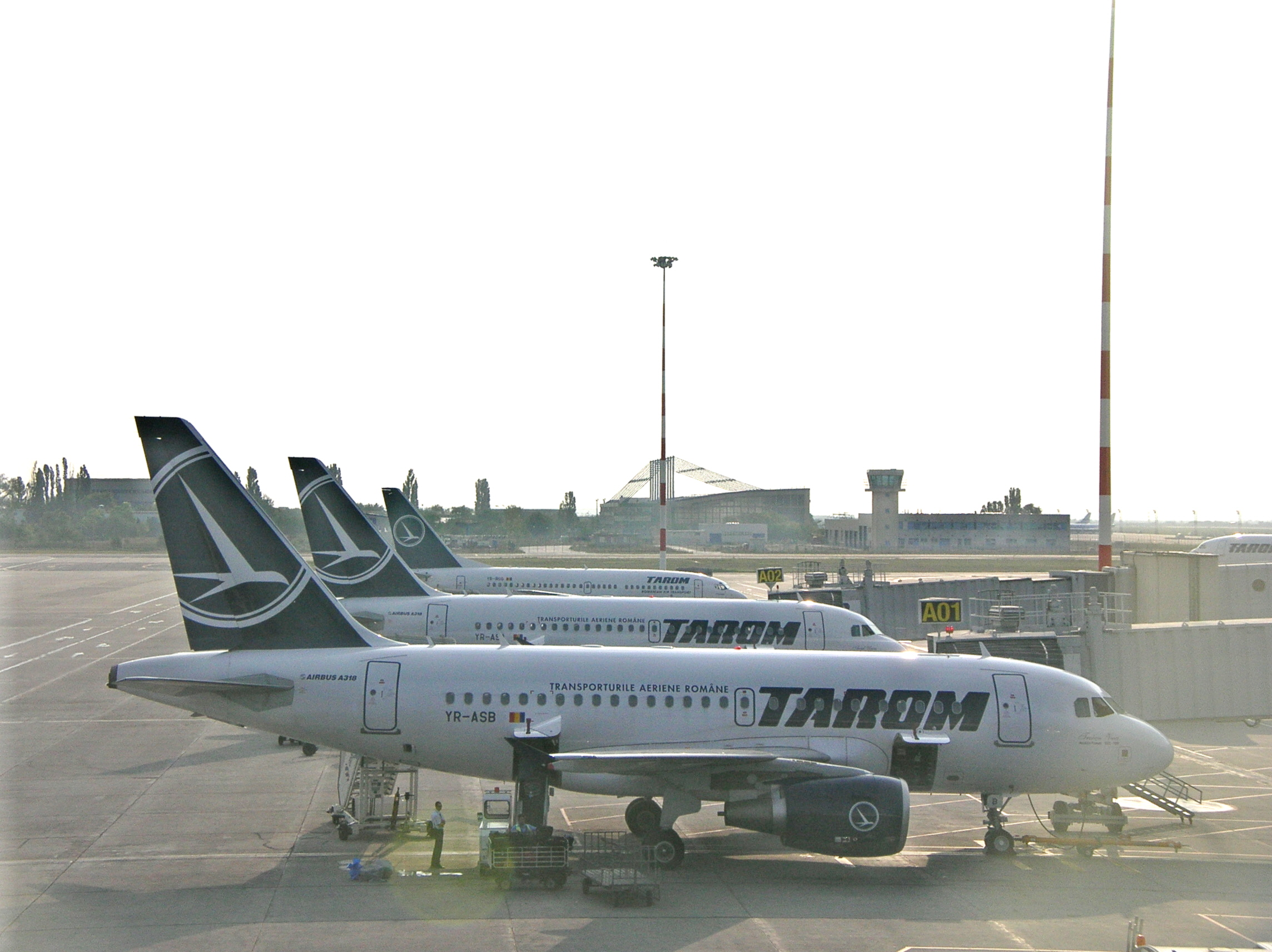
Samoloty linii TAROM na lotnisku Otopeni w Bukareszcie

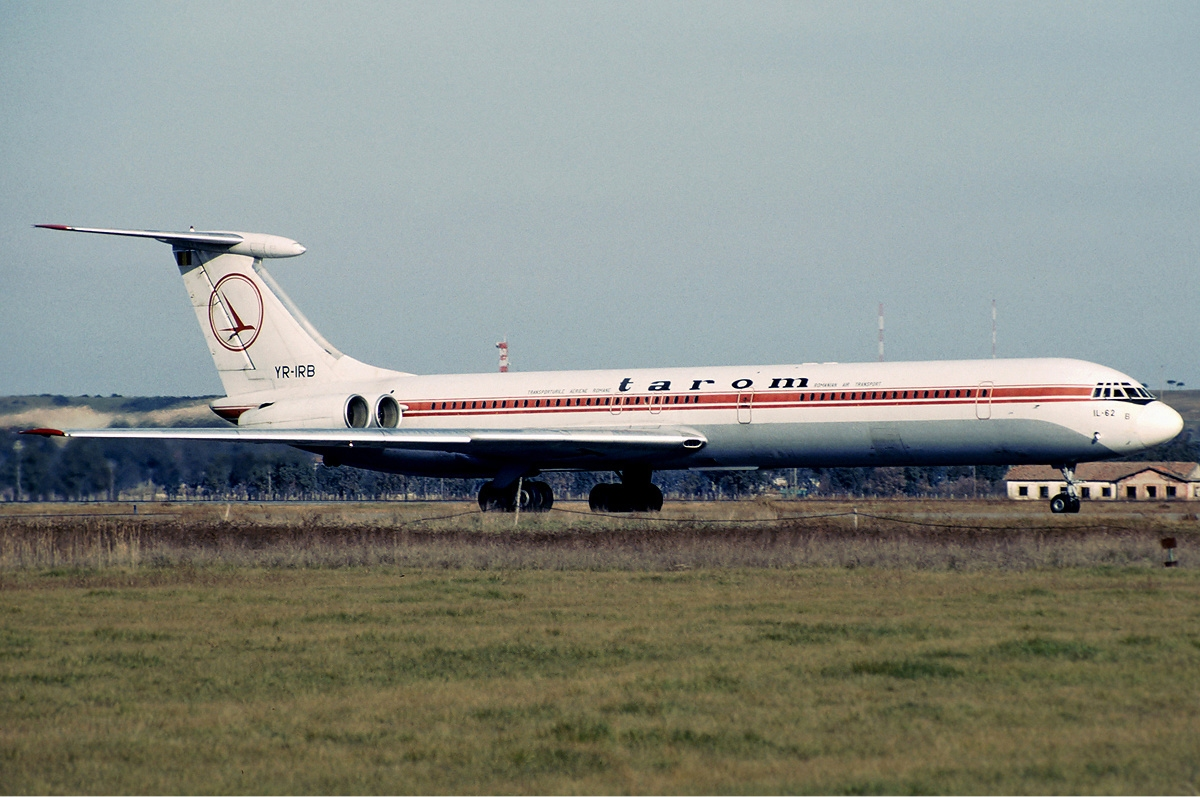
Ił-62 w barwach TAROM (1992)

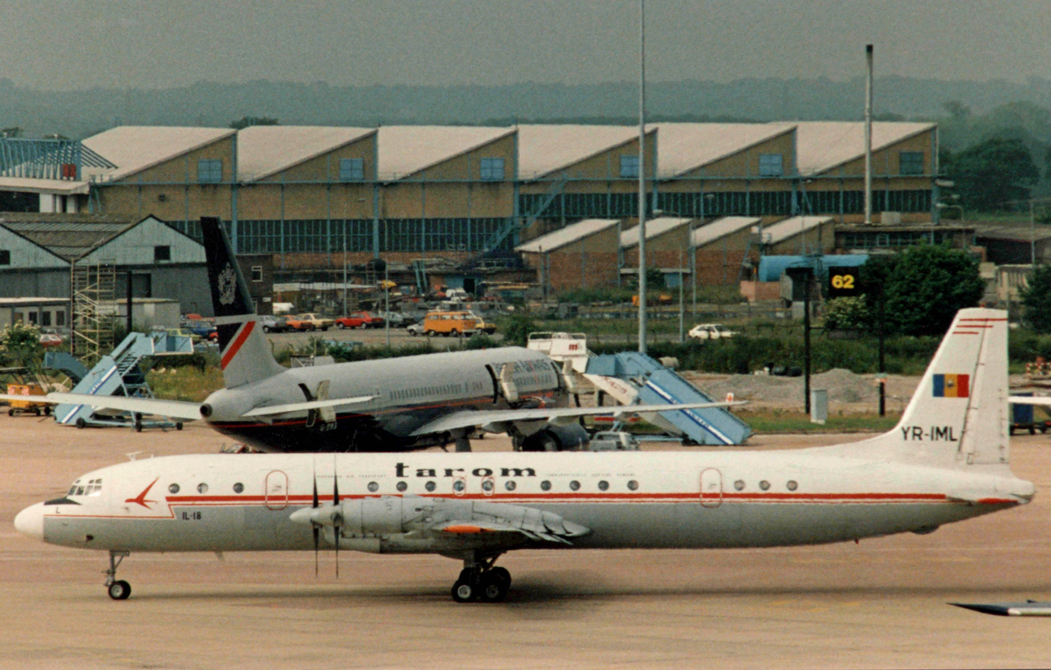
Ił-18 w barwach TAROM (1988)

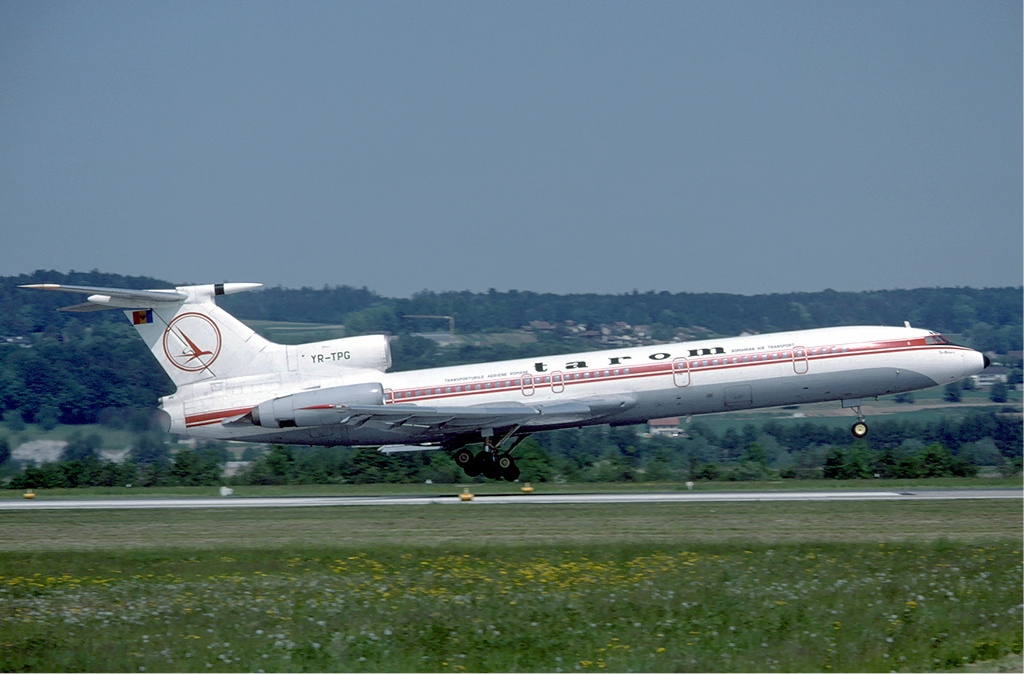
Tu-154B-1 w barwach TAROM (1985)

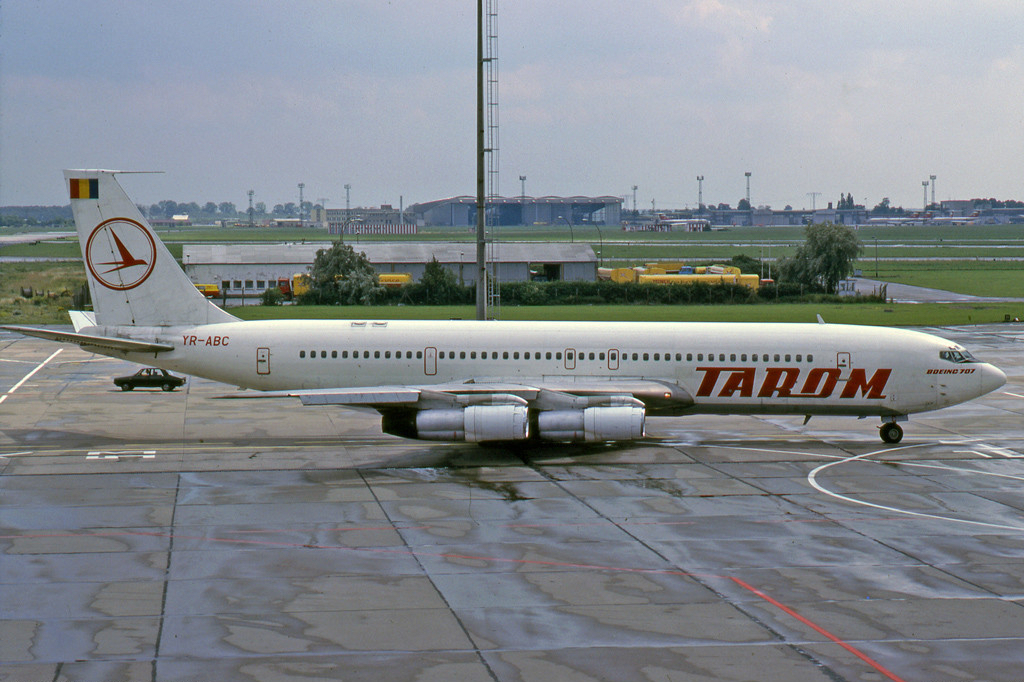
Boeing 707 w barwach TAROM (1990)

TAROM, skrót od Transporturile Aeriene Române (tłum. Rumuński Transport Lotniczy) – rumuńskie narodowe linie lotnicze, z siedzibą w Bukareszcie. Ma połączenia z Afryką, Azją i Europą. Głównym węzłem jest Port lotniczy Bukareszt-Otopeni. Obecnie są to najstarsze i największe linie lotnicze w Rumunii. 95% udziałów w TAROM posiada rumuński rząd.
W 2009 linie przewiozły 1,7 mln pasażerów.
W 2010 linie stały się członkiem sojuszu lotniczego SkyTeam.
Agencja ratingowa Skytrax przyznała liniom trzy gwiazdki.

## Historia

### Przed II wojną światową
Pierwsze narodowe rumuńskie linie lotnicze zostały założone w 1920 pod nazwą CFRNA (Francusko-Rumuńska Kompania Żeglugi Powietrznej). Linie te wykorzystywała 15 samolotów Potez produkcji francuskiej. Samoloty te były wykorzystywane zarówno do przewozu pasażerów, jak i poczty na trasie z Bukaresztu do Paryża. Pierwszym, poza Bukaresztem, rumuńskim miastem, które uzyskało regularne połączenia lotnicze obsługiwane przez CFRNA, było miasto Gałacz. W następnych latach rumuńskie lotnictwo wzbogaciło się o 5 samolotów Ansaldo A.300 i 10 de Havilland DH.9. W 1928 linie zmieniają nazwę na SNNA (Krajowa Żegluga Powietrzna).

### Po II wojnie światowej
Po II wojnie światowej, kiedy ZSRR rozszerzył swoje wpływy w Europie Wschodniej, 8 sierpnia 1945 utworzono linie lotnicze o nazwie TARS (Rumuńsko-Radziecki Transport Lotniczy). Operacje krajowe z Bukaresztu rozpoczęły się 1 lutego 1946. 18 września 1954 rząd rumuński wykupił udziały radzieckie w liniach lotniczych i linie przyjęły ostateczną nazwę, która jest używana do dziś – Transporturile Aeriene Române (Rumuński Transport Lotniczy), w skrócie TAROM. W 1960 TAROM obsługiwał kilkanaście połączeń do większych miast europejskich. Duże wpływy ZSRR na gospodarkę państw komunistycznych wymuszał zakup jedynie samolotów produkcji radzieckiej. TAROM posiadał w swojej flocie takie samoloty jak: regionalne samoloty typu Li-2, Ił-14, An-24 turbośmigłowy samolot średniego zasięgu Ił-18 oraz odrzutowy Tu-154 i samoloty dalekiego zasięgu Ił-62. Wyjątkiem było zakupienie samolotów BAC One-Eleven, które latały po Europie i na Bliski Wschód oraz zakup Boeingów 707, które razem z Iłami-62 operowały na trasach dalekiego zasięgu. W przypadku wielu linii lotniczych samolot Ił-62 otwierał pierwsze rejsy dalekiego zasięgu, najczęściej loty transatlantyckie. Tak było również z liniami TAROM, które samoloty Ił-62 wprowadziły w 1973. TAROM posiadał 5 samolotów Ił-62. Trzy samoloty Ił-62 i dwa samoloty o zwiększonym zasięgu Ił-62M.
Dopiero po upadku komunistycznego rządu rumuńskiego w 1989 TAROM mógł nabyć samoloty produkcji zachodniej. W 1990 TAROM zastąpiła większość samolotów Ił-62 i Boeingów 707 dwoma samolotami Airbus A310. Ostatnie Iły-62 sprzedano w 1999. W 1993 TAROM uruchomiły połączenia do Montrealu i Bangkoku, które były obsługiwane przez samoloty Airbus A310 i Ił-62. W 2001 po odnotowaniu dużych strat i nierentowności połączeń dalekiego zasięgu linie zamknęły swoje połączenia dalekobieżne do Montrealu i Bangkoku. W latach 2002–2003 zamknięto pozostałe loty długodystansowe, m.in. do Chicago, Nowego Jorku i Pekinu.
Obecnie TAROM wychodzi z trudnego okresu i zadłużenia, które przyniosły nierentowne połączenia. Linie postępują według planu, który został sporządzony w pierwszych latach XXI wieku.
Modernizację floty rozpoczęto w 2006, kiedy linie otrzymały 4 samoloty Airbus A318, trzy Boeingi 737-800 i dwa samoloty typu ATR 72-500.
W 2010 linie TAROM dołączyły do sojuszu SkyTeam jako 13 członek sojuszu.

## Rejsowe kierunki lotów
Stan na listopad 2024:

### Afryka
- Egipt
  - Kair – Port lotniczy Kair

### Azja
- Izrael
  - Tel Awiw – Port lotniczy Tel Awiw-Ben Gurion
- Jordania
  - Amman – Port lotniczy Amman
- Liban
  - Bejrut – Port lotniczy Bejrut

### Europa
- Belgia
  - Bruksela – Port lotniczy Bruksela
- Bułgaria
  - Sofia – Port lotniczy Sofia
- Czechy
  - Praga – Port lotniczy Praga
- Francja
  - Nicea – Port lotniczy Nicea
  - Paryż – Port lotniczy Paryż-Roissy-Charles de Gaulle
- Grecja
  - Ateny – Port lotniczy Ateny
  - Saloniki – Port lotniczy Saloniki-Macedonia
- Hiszpania
  - Madryt – Port lotniczy Madryt
- Holandia
  - Amsterdam – Port lotniczy Amsterdam
- Mołdawia
  - Kiszyniów – Port lotniczy Kiszyniów
- Niemcy
  - Frankfurt nad Menem – Port lotniczy Frankfurt
- Rumunia
  - Baia Mare – Port lotniczy Baia Mare
  - Bukareszt – Port lotniczy Bukareszt-Otopeni hub
  - Jassy – Port lotniczy Jassy
  - Kluż-Napoka – Port lotniczy Kluż-Napoka
  - Oradea – Port lotniczy Oradea
  - Satu Mare – Port lotniczy Satu Mare
  - Suczawa – Port lotniczy Suczawa
  - Timișoara – Port lotniczy Timișoara
- Serbia
  - Belgrad – Port lotniczy Belgrad
- Turcja
  - Stambuł – Port lotniczy Stambuł
- Węgry
  - Budapeszt – Port lotniczy Budapeszt
- Włochy
  - Rzym – Port lotniczy Rzym

## Linie partnerskie
TAROM oferuje połączenia code-share z następującymi liniami lotniczymi:
| - Air Moldova - Austrian Airlines (Star Alliance) - Brussels Airlines (Star Alliance) | - Bulgaria Air - Cyprus Airways - Air Serbia | - Polskie Linie Lotnicze LOT (Star Alliance) - Royal Jordanian (Oneworld) |

## Flota
Według stanu na styczeń 2025 flota TAROM składała się z 14 samolotów pasażerskich o średnim wieku 12,8 lat:
| Samolot          | Samolot | Samolot   | Liczba miejsc | Liczba miejsc | Liczba miejsc | Uwagi                     |
| Model            | Aktywne | Zamówione | B             | E             | Łącznie       | Uwagi                     |
| ---------------- | ------- | --------- | ------------- | ------------- | ------------- | ------------------------- |
| ATR 72           | 6       | -         | -             | 72            | 72            |                           |
| Boeing 737-700   | 4       | -         | 14            | 102           | 116           |                           |
| Boeing 737-800   | 4       | -         | 16            | 144           | 160           |                           |
| Boeing 737 MAX 8 | -       | 7         |               |               |               | Dostawa planowana od 2025 |
| Łącznie          | 14      | 7         |               |               |               |                           |

### Maszyny wycofane
- An-2
- An-24
- ATR 42-300
- BAC One-Eleven
- Boeing 707
- Boeing 737-500
- DC-10 (leasing)
- Ił-14
- Ił-18
- Ił-62
- Li-2
- Mi-4
- Tu-154

## Niektóre wypadki lotnicze
- 29 grudnia 1974 – An-24 YR-AMD podczas krajowego lotu z Bukaresztu do Sibiu rozbił się na wysokości 1700 m n.p.m. w górach Munții Lotrului, 22 km od Sibiu, zabijając 28 pasażerów i 5 członków załogi[9].
- 7 sierpnia 1980 – samolot Tu-154B-2 YR-TPH podczas lądowania na lotnisku w Mauretanii z powodu złej widoczności maszyna wpadła do wody. Nikt spośród 152 pasażerów i 16 członków załogi nie odniósł obrażeń, jednak jeden pasażer doznał ataku serca po czym zmarł.
- 5 września 1986 – samolot An-24 YR-AMF, podczas lądowania na lotnisku w Klużu-Napoce uderzył nosem w pas startowy, po czym wybuchł pożar, zabijając 3 członków załogi, którzy byli uwięzieni w samolocie. Pozostała część załogi oraz pasażerowie przeżyli wypadek[10].
- 24 września 1994 – lot TAROM 381 obsługiwany przez samolot Airbus A310 YR-LCC, który leciał z Bukaresztu do Paryża. Podczas lądowania na podparyskim lotnisku Orly załoga straciła panowanie nad samolotem z powodu zbyt niskiej prędkości lotu. Załodze udało się wyjść z kłopotów i samolot bezpiecznie wylądował za drugim podejściem. Na pokładzie znajdowało się 186 pasażerów. Ten sam samolot rozbił się pół roku później pod Bukaresztem.
- 31 marca 1995 – katastrofa lotu Tarom 371; samolot Airbus A310 o znakach rejestracyjnych YR-LCC, który leciał z Bukaresztu do Brukseli. Samolot rozbił się krótko po starcie, zabijając wszystkich, którzy znajdowali się na pokładzie – 60 osób.
- 30 grudnia 2007 – Boeing 737-300 YR-BGC podczas startu do Szarm el-Szejk uderzył w samochód na pasie startowym lotniska Otopeni w Bukareszcie. Samolot został nieodwracalnie uszkodzony, jednak nikt z pasażerów nie odniósł większych obrażeń. Załoga i kontrolerzy nie widzieli samochodu pracowników lotniska, którzy modernizowali oświetlenie pasa, ponieważ na lotnisku była gęsta mgła[11].